# عطر الكلام
عطر الكلام هو برنامج لمسابقات القرآن الكريم والأذان العالمية، ويعد أول برنامج مسابقات يجمع تلاوة القرآن والآذان معاً، تُشرف عليه وتنظمه الهيئة العامة للترفيه في المملكة العربية السعودية، وعرض الموسم الأول منه على قناة السعودية طيلة أيام شهر رمضان لعام 1443 هـ، وهو من المبادرات التي أعلن عنها المستشار تركي آل الشيخ رئيس مجلس إدارة الهيئة العامة للترفيه مطلع عام 2019 ضمن إستراتيجية الترفيه في المملكة العربية السعودية.

## الأهداف
تهدف المسابقة إلى إبراز الأصوات الجميلة في ترتيل وتجويد القرآن الكريم ورفع الأذان، وتصل مجموع جوائزها إلى 12 مليون ريال سعودي (3.2 ملايين دولار).

## المراحل
بدأت التصفيات الأولية بتنافس 36 مشتركًا بفرعي التلاوة والأذان على الانتقال للمرحلة التالية، حيث سيتأهل من كل فئة 12 مشتركًا لتصفيات ربع النهائي، وسيستمر التنافس حتى يصل عدد المشتركين إلى 6 متسابقين من كل فئة لمرحلة نصف النهائي، وفي الجزء الأخير من البرنامج يتأهل أفضل 4 قراء، و4 مؤذنين للنهائي، ويخضع كل مشترك حينها لآخر اختبار أمام لجنة التحكيم قبل أن يعلن اسم الفائز في كل فئة.

## الجوائز
النسخة الأولى 2022
يبلغ مجموع جوائز المسابقة 12 مليون ريال سعودي ما يعادل (3.2 ملايين دولار) وهي بذلك أكبر جائزة في تلاوة القرآن الكريم والأذان على مستوى العالم، وتشمل جوائز أجمل تلاوة للقرآن: المركز الأول 5 ملايين ريال، الثاني 2 مليون ريال، الثالث مليون ريال، الرابع 500 ألف ريال، فيما تشمل جوائز مسابقة أجمل أذان: المركز الأول 2 مليون ريال، الثاني مليون ريال، الثالث 500 ألف ريال، الرابع 250 ألف ريال.
النسخة الثانية 2023
| جوائز مسابقة أجمل تلاوة للقرآن | جوائز مسابقة أجمل تلاوة للقرآن | جوائز مسابقة أجمل تلاوة للقرآن | جوائز مسابقة أجمل تلاوة للقرآن | جوائز مسابقة أجمل أذان | جوائز مسابقة أجمل أذان | جوائز مسابقة أجمل أذان | جوائز مسابقة أجمل أذان |
| ------------------------------ | ------------------------------ | ------------------------------ | ------------------------------ | ---------------------- | ---------------------- | ---------------------- | ---------------------- |
| الأول                          | 3 مليون ريال                   | الثاني                         | 2 مليون ريال                   | الأول                  | 2 مليون ريال           | الثاني                 | مليون ريال             |
| الثالث                         | مليون ريال                     | الرابع                         | 700 ألف                        | الثالث                 | 500 ألف                | الرابع                 | 300 ألف                |
| الخامس                         | 500 ألف                        | السادس                         | 300 ألف                        | الخامس                 | 200 ألف                | السادس                 | 150 ألف                |
| السابع                         | 200 ألف                        | الثامن                         | 150 ألف                        | السابع                 | 100 ألف                | الثامن                 | 80 ألف                 |
| التاسع                         | 100 ألف                        | العاشر                         | 80 ألف                         | التاسع                 | 75 ألف                 | العاشر                 | 65 ألف                 |

## النسخة الأولى 2022

### المشاركون
قدّم على المسابقة بفرعيها أكثر من 40 ألف مشترك من 80 دولة، ومرت المشاركات بأربع تصفيات عبر الإنترنت، قبل أن تصل إلى مراحلها النهائية، حيث ضمت القائمة النهائية 36 متسابقًا، 18 متسابقًا لفرع التلاوة، و18 آخرين لفرع الأذان.
ومن بين المشاركين مجموعة من المشايخ المقرئين في دور تحفيظ القرآن، منهم: الشيخ المصري محمد العوضي الذي جاء متسابقًا بعد أن كان محكّما في عدد من المسابقات القرآنية، ومحفّظًا قرآنيًّا لنحو 400 طالب، والمتسابق السوري معتصم بالله العسلي الذي حكّم في عدد من المسابقات حول العالم.

### لجنة التحكيم
- فهد بن علي العندس من السعودية، (أمين اللجنة)
- عادل الكلباني من السعودية، (المشرف العام على المسابقة).
- مشاري راشد العفاسي من الكويت
- محمود أحمد العكاوي من لبنان
- عبد الرافع رضوان الشرقاوي من مصر
- د. عبد الرحيم النبولسي من المغرب
- البهلول سعيد أبو عرقوب من ليبيا
- د. أحمد ميان تهانوي من باكستان
- مفتاح العارفين مطرعي من إندونيسيا
- محمد الهادي توري من السنغال
- إبراهيم صابروف من روسيا
- د. طه محمد عبد الوهاب من مصر
- أحمد علي النحاس من السعودية
- أسامة إبراهيم الأخضر السعودية

### الفائزون
فئة تلاوة القرآن الكريم
- المركز الأول: يونس مصطفى غربي من المغرب (5 ملايين ريال سعودي)
- المركز الثاني: محمد أيوب عاصف من بريطانيا (2 مليون ريال سعودي)
- المركز الثالث: محمد سمير مجاهد من البحرين (مليون ريال سعودي)
- المركز الرابع: سيد جاسم موسوي من إيران (نصف مليون ريال سعودي)

فئة الأذان
- المركز الأول: محسن كارا من تركيا (2 ملايين ريال سعودي)
- المركز الثاني: البجان جليك من تركيا (مليون ريال سعودي)
- المركز الثالث: عبد الرحمن بن عادل من السعودية (نصف مليون ريال سعودي)
- المركز الرابع: أنس الرحيلي من السعودية (ربع مليون ريال سعودي)[8][9]

## النسخة الثانية 2023

### المشاركون
تنافس أكثر من 50 ألف متسابق من 165 دولة للمشاركة في النسخة الثانية من عطر الكلام، واختارت لجنة التحكيم 50 متسابقاً هم الأكثر إتقانا وأفضلهم أداء في تلاوة القرآن الكريم ورفع الأذان، حيث وتتم تصفيتهم في الحلقة الأولى إلى 32 متسابقاً يبدأ التنافس بينهم في الحلقة الثانية من البرنامج الذي عرض على قناة mbc1 في شهر رمضان.

### الفائزون
فئة تلاوة القرآن الكريم
- المركز الأول: يونس شاهمرادي من إيران (3 ملايين ريال سعودي)
- المركز الثاني:عبدالعزيز الفقيه من السعودية (2 مليون ريال سعودي)
- المركز الثالث: زكريا الزيرك من المغرب (مليون ريال سعودي)
- المركز الرابع: عبدالله الدغري من المغرب (700 ألف ريال سعودي)
- المركز الخامس: صلاح الدين متعبيد من المغرب (500 الف ريال)[11]

فئة الأذان
- المركز الأول: محمد آل الشريف من السعودية (2 مليون ريال سعودي)
- المركز الثاني: ضياء الدين بن نزار الدين من إندونيسيا (مليون ريال سعودي)
- المركز الثالث: رهيف الحاج من لبنان (نصف مليون ريال سعودي)
- المركز الرابع: إبراهيم أسد من بريطانيا (300 ألف ريال سعودي)[12]

## وصلات خارجية
- الموقع الرسمي لبرنامج عطر الكلام.